# Oakbrook
Oakbrook – jednostka osadnicza w Stanach Zjednoczonych, w stanie Kentucky, w hrabstwie Boone.